# Torre des Forat
La Torre del Forat (popularment Torre des Forat) és una torre de defensa del terme d'Escorca (Mallorca) situada a uns 100 msnm sobre el Morro del Forat, que protegia el port de Cala Tuent. Malgrat que està declarada Bé d'Interès Cultural, està en estat de ruïna.
Formava part d'un extens sistema de vigilància i senyalització de tota la costa mallorquina per combatre la pirateria, i va ser construïda per guardar el port de Cala Tuent. No era, per tant, una torre de senyals, sinó una torre de defensa, més ampla, per poder encabir l'artilleria. Sembla que va ser construïda a començament del segle xvii.

## Descripció
Construïda amb pedra i morter, presenta dos cossos ben diferenciats: l'inferior, troncocònic, massís i lleugerament atalussat; i el superior, cilíndric i buit, amb una cambra coberta per volta de mitja esfera. El portal d'entrada condueix en aquesta cambra, i es troba a uns quatre metres d'alçada. La cambra, mig enrunada, posseïa una xemeneia i una escala de caragol escalonada. Al terrat, el parapet ha desaparegut, com també el porxo, però encara romanen restes del matacà.
A l'entorn hi ha les restes de les barraques dels torrers i de tanques que utilitzaven pel bestiar. També hi ha un forat que serví de secret per contrabanistes. Tot i que no era una torre de senyals, de dalt de la torre hi ha visibilitat sobre la Torre de Can Palou i sobre la Torre de na Seca.

## Història
Tot i les indicacions del virrei Lluís Vic de construir-hi una torre el 1585, sembla que el 1597 la construcció encara no era una realitat. En una denúncia de 1609, els vilatans de Tuent afirmen que feia tres anys que s'havia construït una torre per orde del Gran i General Consell. Sorprenentment, en un document de 1610 els jurats ordenen la construcció d'una torre per protegir Cala Tuent, la qual es feu efectiva el 1611. Tot i el misteri, sembla clar que va ser construïda en qualque moment entre 1606 i 1611.
Per poder defensar la cala, la torre posseïa un canó que anava a càrrec de dos torrers. Ja el 1657 es va haver d'adobar, i el 1793 tornava a requerir reparacions.
A final del segle xviii i començament del segle xix, la pirateria barbaresca va minorar considerablement, particularment gràcies a la campanya d'Alger de 1784, comandada pel Capità Toni, i definitivament amb la Conquesta Francesa d'Alger de 1833. Això propicià que la importància de la torre decaigués, i bona part dels materials dels torrers no estava en condicions. Malgrat això, el darrer torrer, Antoni Reiners, artiller llicenciat, va mantenir la plaça fins a 1859. El 1867, l'Estat la va traspassar.